# Moje Lagerström
Hjalmar Mauritz (Moje) Lagerström, född den 13 januari 1888 i Enköping, död den 19 oktober 1975 i Stockholm, var en svensk militär.
Lagerström avlade studentexamen i Stockholm 1906 och officersexamen 1908. Han blev underlöjtnant vid Jämtlands fältjägarregemente sistnämnda år och löjtnant där 1912. Lagerström genomgick militär förvaltningskurs 1917 och Krigshögskolan 1920. Han blev kapten vid regementet 1922 och major i armén 1933, vid Livregementets grenadjärer 1934. Lagerström var kompanichef vid Arméns underofficerskola 1926–1931, bataljonschef och föredragande i inskrivningsärenden 1934–1938, stod till arméchefens förfogande för reglementsarbete 1938–1940 och var chef för försvarets kommandoexpeditions bokdetalj 1941–1953. Han befordrades till överstelöjtnant 1940 och till överste 1948. Lagerström blev adjutant hos kronprinsen 1927 och överadjutant hos denne som kung 1950. Han blev riddare av Svärdsorden 1929 och av Nordstjärneorden 1938. Lagerström vilar på Vårfrukyrkogården i Enköping.